# Bob Schneider

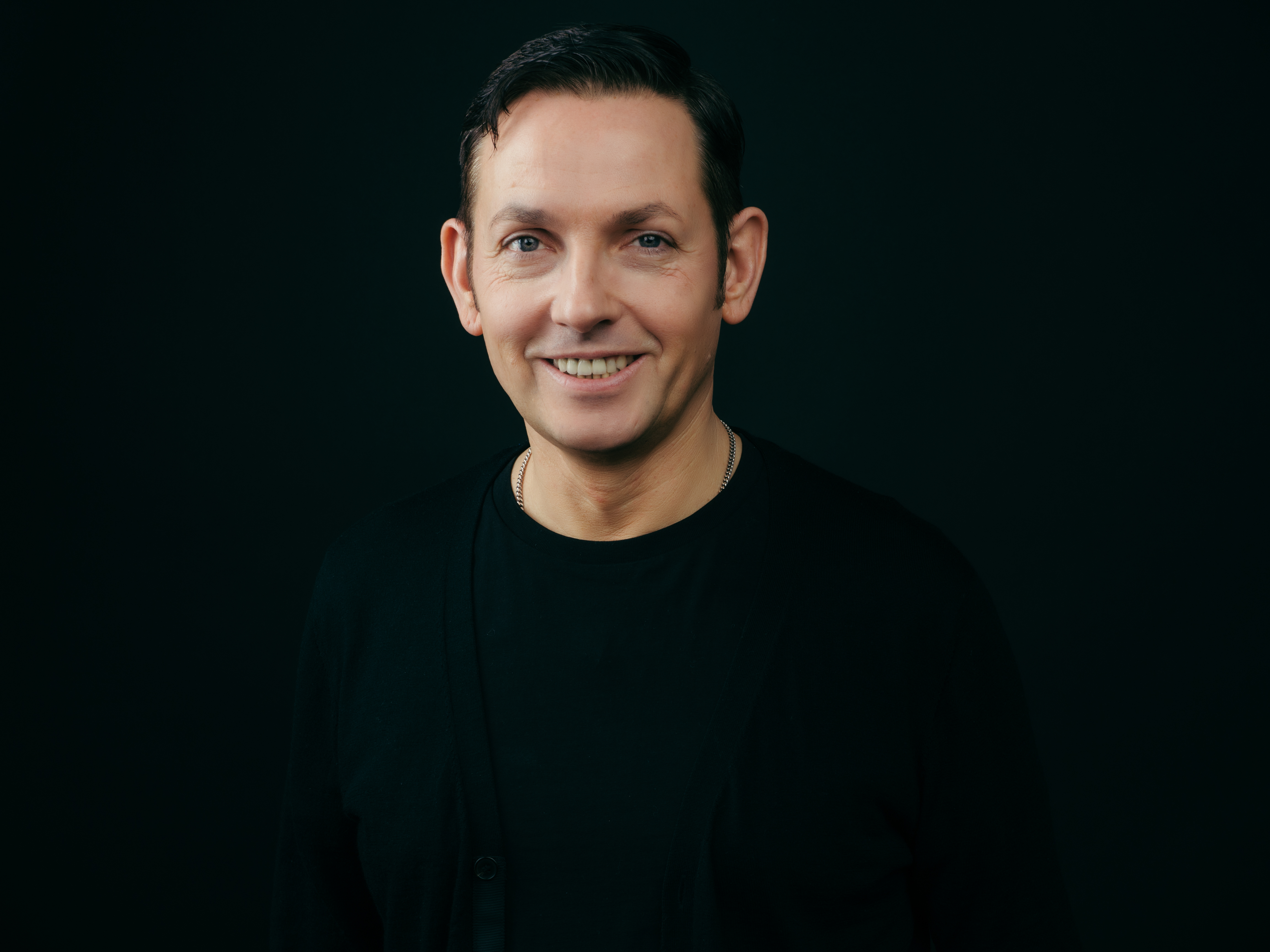
Bob Schneider (2018)

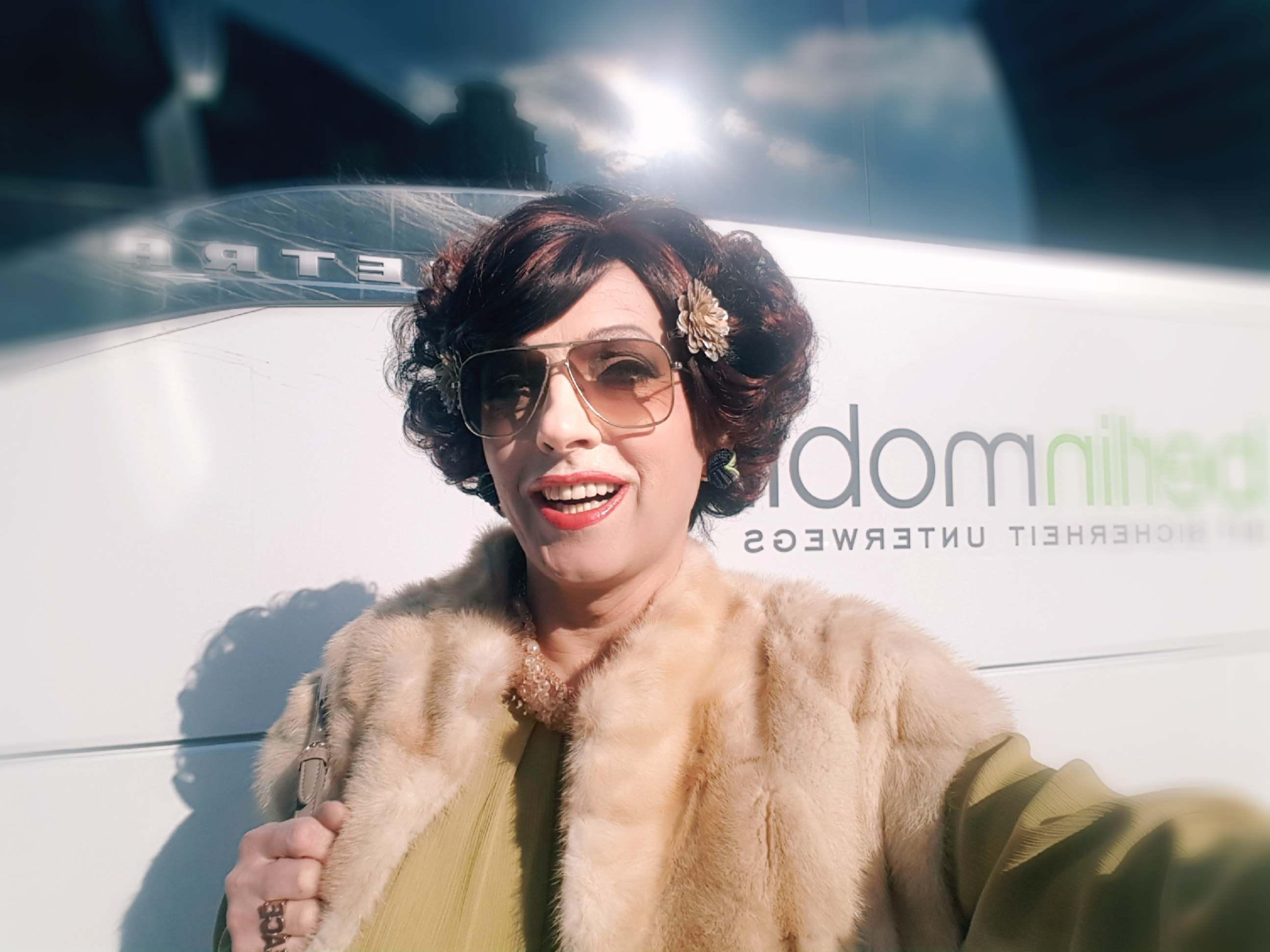
Bob Schneider als Jutta Hartmann (2018)

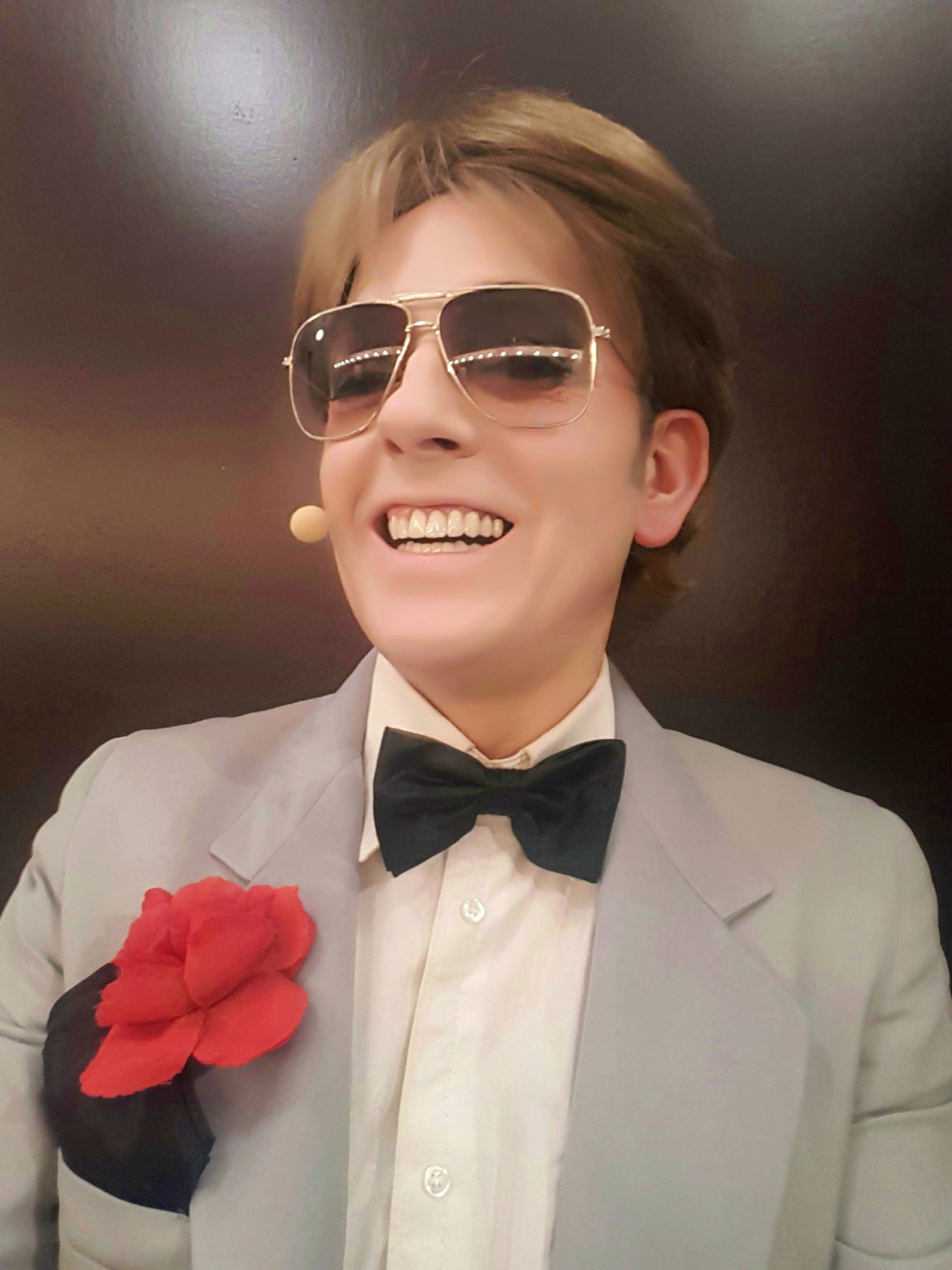
Bob Schneider in Die wilden Weiber von Neukölln (2017)

Bob Schneider (* 15. Dezember 1962 in Berlin-Wilmersdorf; eigentlich Robert Otto Schneider) ist ein deutscher Kabarettist, Travestiekünstler, Filmschauspieler und Autor. Bob Schneider ist seit den 1980er Jahren in der Berliner Comedyszene als Darsteller und Autor tätig. Er ist besonders bekannt für seine Bühnenfigur Jutta Hartmann, eine Neuköllner Kneipenwirtin.

## Leben
Bob Schneider wuchs in Berlin-Charlottenburg auf. Im Alter von 17 Jahren lernte er in einer Berliner Discothek Ades Zabel kennen, mit dem er seit dieser Zeit künstlerisch zusammenarbeitet. 1980 gründete er mit Zabel, dem Performancekünstler Ogar Grafe, der Schauspielerin Hermoine Zittlau und Barbara Hamer die Teufelsberg Filmproduktion. Der Name war eine Anspielung auf die Paramount Pictures in Hollywood. Die Teufelsberger, wie sie später auch genannt wurden, waren stark von unabhängigen Filmemachern abseits des Mainstreams wie Lothar Lambert, Rosa von Praunheim, John Waters, David Lynch und Ulrike Ottinger beeinflusst und machten sich mit ihren von einem anarchistischen Humor geprägten Super-8 Filmen wie SinnFilm, Edith Schröder - eine deutsche Hausfrau oder Zyklopenuschi in der Westberliner Undergroundfilmszene einen Namen. Bei mehreren Filmen kam es zur Zusammenarbeit mit anderen Szenegrößen wie Der Tödlichen Doris, Tabea Blumenschein und Zazie de Paris.
Einem größeren Publikum wurde Bob Schneider 1987 bekannt. Damals parodierte er an der Seite von Ades Zabel in der von 1987 bis 1992 entstandenen Kinotrilogie der Teufelsberg Filmproduktion Drei Drachen vom Grill die Rolle von Brigitte Mira in der Fernsehserie Drei Damen vom Grill. Die ursprünglich auf Super-8 gedrehten Filme liefen als 16-mm-Kopien deutschlandweit in den Programmkinos.
1990 begann Bob Schneider ein Studium an der Hochschule für Film und Fernsehen Potsdam, welches er im Jahr 2001 als diplomierter Filmeditor abschloss. Parallel zu seiner Bühnenkarriere arbeitete er als Editor an verschiedenen Dokumentarfilmprojekten für den WDR, rbb, NDR und 3sat mit. Der von ihm geschnittene Zweiteiler Die Bühnenrepublik - Theater in der DDR wurde 2004 mit dem Adolf-Grimme-Preis ausgezeichnet.
Ab 1990 verlagerte sich der künstlerische Schwerpunkt der Teufelsberger nach erfolgreichen Liveauftritten in Programmkinos und Clubs auf die Bühne. Gemeinsam mit Ades Zabel, Olaf Wriedt und Petra Krause schrieb und wirkte Schneider in etlichen Shows mit, darunter Silvester 2000, Uptowntussis, Gries – Saturday Night Fever in Neukölln, Croco diabolo - der Tod lauert in der Handtasche. Diese Shows liefen vor allem in der Berliner Bar jeder Vernunft und der Berliner Kabarett-Anstalt (BKA), wurden aber auch auf deutschlandweiten Tourneen gezeigt so u. a. im Renitenztheater Stuttgart, im Ringlokschuppen Mülheim, den Mainzer Kammerspielen, im Quatsch Comedy Club Hamburg und in Walter Bockmayers Kaiserhof-Theater in Köln. Nach dem Tod von Olaf Wriedt löste sich die Teufelsberg Produktion 2001 auf.
Bob Schneider begann als Solokünstler zu arbeiten. Er trat mit seiner Band, der Comedy-Country-Gruppe Wild Roses als Sänger auf, ist seit 2008 im Comedybus von Schröderreisen Berlin als Reiseleiterin Jutta Hartmann zu erleben und wirkt als Ensemblemitglied und Autor bei der Ades Zabel Company mit, u. a. in den Produktionen Edith Schröder Superstar, Wenn Ediths Glocken läuten, Linie 8, Hostel Hermannstraße, Die wilden Weiber von Neukölln, Fly, Edith, Fly – vom Ballermann zum BER und Tatort Neukölln. Mehrere dieser Bühnenshows entstanden unter der Regie von Bernd Mottl.
Schneider ist auch weiterhin als Filmschauspieler tätig, so in den Kinoproduktionen Mutti – der Film (2003), in der Miss-Marple-Parodie 18:15 ab Ostkreuz (2006) als diabolische Friseurmeisterin Gisela Drache und in der Weihnachtskomödie Ediths Glocken (2016). Ebenfalls 2016 wirkte er in der Dokumentation Mein wunderbares West-Berlin (Regie: Jochen Hick) mit. Im Jahr 2022 spielte Schneider die Hauptrolle im Spielfilm Ostravaganza - Die geheime Avantgarde der DDR des Musiktheaterkollektivs Opera Lab Berlin, an der Seite von Désirée Nick, Dagmar Gelbke und Giso Weißbach (Regie: Martin Miotk). Seine Premiere erlebte Ostravaganza im April 2022 zum Auftakt von BAM!, des Berliner Festivals für aktuelles Musiktheater. 2024 wirkte er dann in der Theaterproduktion Echo 2050 von Opera Lab Berlin im Theater im Delphi in Berlin mit.
Seit 2008 bringt Bob Schneider Soloprogramme auf die Bühne, u. a. die Produktionen Zero tolerence – wenn Frauen richtig hassen! (2008), HighHeelNoon in Nordneukölln (2010; Regie: Andreas Bisowski, begleitet von Gert Thumser) und Jutta – leider geil (2015; mit Volker Sondershausen, Regie: Désirée Nick).
Seit 2012 veröffentlicht er unter dem Pseudonym Jutta Hartmann eigene Bücher: In Zusammenarbeit mit dem Fotografen André Böhm (Mönchsleben) erschien das Kochbuch Futschi Deluxe: das Beste aus Neuköllns Kneipenküche und 2013 der satirische Lifestyle-Ratgeber Futschi Envogue, im Zitty-Verlag.
Seit 2015 tritt Bob Schneider auch als bildender Künstler mit Kalligraphien und Tuschbildern in Erscheinung. Als Mitglied der Korean Calligraphy Association wurden seine Bilder in mehreren Gruppenausstellungen in Deutschland und Südkorea gezeigt.
Bob Schneider lebt in Berlin.

## Bühne
- 1992: Edith & Hotte: The Big Kiss (mit Ades Zabel, Olaf Wriedt), Checkpoint Berlin
- 1993: Edith & Hotte: Muttis Rache (mit Ades Zabel, Olaf Wriedt), Checkpoint Berlin
- 1994: Die Bratenshow – der schnelle Abend in der Bahnhofsmission (mit Ades Zabel, Olaf Wriedt, Désireé Nick; Regie: Jürgen Müller), BKA-Theater Berlin
- 1994: Babsi statt Böller – Permanent Silvester (mit Ades Zabel, Olaf Wriedt, Vivien Wilm), BKA-Theater Berlin
- 1995: Gänsehaut – Wir heizen ein! 15 Jahre Teufelsberg Produktion (mit Ades Zabel, Olaf Wriedt, Achim Staude), BKA-Zelt Berlin
- 1995: Ades Zabel – Ich bin euch allen ja so dankbar! (mit Ades Zabel, Frederic Busch, Sebastian Butterbrodt), BKA-Theater Berlin
- 1995: Blusen mit Sommerloch (mit Ades Zabel, Olaf Wriedt), Unart Theater Berlin
- 1996: Croco diabolo – der Tod lauert in der Handtasche (mit Ades Zabel, Olaf Wriedt, Petra Krause), BKA-Zelt Berlin
- 1996: In Juttas Stübl am Dietmarsee (mit Ades Zabel, Olaf Wriedt, Petra Krause, Markus Freitag), Kalkscheune Berlin
- 1997: Der Bimmler von West-Berloen (mit Ades Zabel, Petra Krause, Stephan Bachtejeff, Biggy van Blond), Kalkscheune Berlin
- 1997: Silvester 2000 (mit Ades Zabel, Olaf Wriedt, Petra Krause, Stephan Bachtejeff, Mario Pavlica), Bar jeder Vernunft Berlin
- 1998: Gries – Saturday Night Fever in Neukölln (mit Ades Zabel, Petra Krause, Stephan Bachtejeff), Bar jeder Vernunft Berlin
- 2000: Triumph des Humors (mit Ades Zabel, Petra Krause, Stephan Bachtejeff, Gert Thumser), Tränenpalast Berlin
- 2001: Uptown Tussis (mit Ades Zabel, Petra Krause, Stephan Bachtejeff, Gert Thumser), Bar jeder Vernunft Berlin
- 2002: Drei Engel für Ali – Drei Frisuren, ein Finish (mit Petra Krause, Gert Thumser), BKA Theater Berlin
- 2003: Edith Schröder Superstar (mit Ades Zabel, Biggy  van Blond, Stefan Kuschner, Lars Schwuchow), BKA Theater Berlin
- 2004: Wenn Ediths Glocken läuten (mit Ades Zabel, Biggy  van Blond, Stefan Kuschner, Lars Schwuchow), BKA Theater Berlin
- 2006: VIP – Verschollen im Pazifik (mit Ades Zabel, Biggy  van Blond, Stefan Kuschner, Lars Schwuchow), BKA Theater Berlin
- 2008: Zero Tolerance – wenn Frauen richtig hassen! (mit Gert Thumser), BKA-Theater Berlin
- 2010: Made in Neukölln (mit Ades Zabel, Biggy van Blond, Stefan Kuschner, Lars Schwuchow; Regie: Bernd Mottl), BKA Theater Berlin
- 2010: HighHeelNoon in Nordneukölln (mit Gert Thumser; Regie: Andreas Bisowski), Heimathafen Neukölln
- 2012: Linie 8 (mit Ades Zabel, Biggy van Blond, Stefan Kuschner, Nicolai Tegeler; Regie: Bernd Mottl), BKA Theater Berlin
- 2014: Hostel Hermannstraße (mit Ades Zabel, Biggy van Blond, Stefan Kuschner, Nicolai Tegeler; Regie: Bernd Mottl), BKA Theater Berlin
- 2015: Jutta – leider geil! (mit Volker Sondershausen; Regie: Désirée Nick), BKA Theater Berlin
- 2016: Die wilden Weiber von Neukölln (mit Ades Zabel, Biggy van Blond), BKA Theater Berlin
- 2017: Fly Edith fly – vom Ballermann zum BER (mit Ades Zabel, Biggy van Blond, Roman Shamov; Regie: Bernd Mottl), BKA Theater Berlin
- 2021: Tatort Neukölln (mit Ades Zabel, Biggy van Blond, Roman Shamov; Regie: Bernd Mottl), BKA Theater Berlin
- 2024: Echo 2050 (mit Gina May Walter, Nina Schopka, Ades Zabel, Katja Czellnik, Andri Schenardi, Regie: Martin Miotk), Opera Lab Berlin im Theater im Delphi, Berlin
- 2024: Edith rennt – das Best-Of (mit Ades Zabel, Biggy van Blond, Roman Shamov; Regie: Bernd Mottl), BKA Theater Berlin

## Filmografie
Als Filmeditor:
- 2003: Die Bühnenrepublik - Theater in der DDR (Regie: Thomas Irmer, Matthias Schmidt)
- 2003: Ein Kabarett hält durch - 25  Jahre Obelisk (Regie: André Böhm)
- 2005: Auf der alten Postrasse - Von Kleve nach Porta Westfalica (Regie: Johannes Schäfer)
- 2005: Capri - Mythos ohne Sperrstunde (Regie: Christian Gramstadt, Johannes Schäfer)
- 2006: Export Tomaten - Import Rolling Stones (Regie: Johannes Schäfer)

Als Schauspieler:
- 2003: Mutti - der Film (Regie:  Biggy van Blond, Jörn Hartmann, Klaus Purkart, Ades Zabel)
- 2005: 18:15 ab Ostkreuz (Regie: Jörn Hartmann)
- 2011: Die 30 außergewöhnlichsten Berliner Brücken, rbb-Fernsehproduktion
- 2012: 30 x kurioses Berlin, rbb-Fernsehproduktion
- 2016: Die zehn größten Aufreger Berlins, rbb-Fernsehproduktion
- 2016: Die beliebtesten Retro-Wohnschätze, rbb-Fernsehproduktion
- 2017: Mein wunderbares Westberlin (Regie: Jochen Hick)
- 2022: Ostravaganza (Regie: Martin Miotk)

Als Autor und Schauspieler:
- 1992: Drei Drachen vom Grill Teil 1–3
- 2016: Ediths Glocken (Regie: Ades Zabel, Biggy van Blond)

## Bibliografie
- 2012: Futschi Deluxe – das Beste aus Neuköllns Kneipenküche (als Jutta Hartmann), GCM Go City Media, Berlin 2012, ISBN 978-3-922158-04-2
- 2013: Futschi Envogue – die besten Lifestyletipps aus Neukölln (als Jutta Hartmann), GCM Go City Media, Berlin 2013, ISBN 978-3-922158-79-0
- 2018: Futschi Voyage - die besten Reisetipps für den Dschungel von Neukölln (als Jutta Hartmann), GCM Go City Media, Berlin 2018, ISBN 978-3-946631-17-0